# Christoph Schönebeck
Christoph Schönebeck (* 13. Juni 1601 in Stendal; † 29. September 1662 in Berlin; auch Schönbeck) war ein deutscher Jurist, kurfürstlicher Geheimer Rat und Archivar in Berlin.

## Leben
Christoph Schönebeck war der jüngste Sohn von Bartholomäus Schönebeck aus der Familie von Schönebeck. Christophs Großvater, Vater von Bartholomäus war Jacob Schönebeck der Jüngere. Christoph besuchte 1613 das Joachimsthaler Gymnasium, studierte schon als 13-Jähriger 1614 in Frankfurt an der Oder, zusammen mit den Stendalern Julius Goldbeck, seinem Bruder Benedikt Schönebeck, Andreas und Peter Bune, Bastian Wernicke, 1615 dann in Halle, 1617 begann er sein Studium in Wittenberg und setzte dieses 1621 u. a. bei dem Juristen Georg Schultze in Leipzig fort. Für seine Grand Tour, die er von 1623 bis 1627, während des Dreißigjährigen Krieges, unternahm, führte ihn diese nach Holland, England, Frankreich, Leyden, Köln und der Schweiz, wo er Stipendien aus der Schönbeckschen Familienfundation erhielt.
1629 heiratete er Magarethe Möring, Tochter des Stendaler Bürgermeisters Werner Möring. Als 1636 die Pest in Stendal wütete, verlor er seine Frau und seine drei Kinder. Vier weitere Kinder waren schon vorher gestorben.
Daraufhin folgte er noch 1636 einem Ruf des brandenburgischen Kurfürsten Georg Wilhelm an das Geheime Archiv nach Berlin. Auf Vorschlag der Räte wurde er 1639 zum Archivar bestellt. Er hat nicht mehr geheiratet und sich seitdem ganz der Ordnung und dem Aufbau des Archivs gewidmet. Er stellte unter dem Großen Kurfürsten die ersten 62 Repositorien auf, die im Prinzip noch heute bestehen. Mit dem Ausbau des Schlosses auf der Spree-Insel Cölln und der Entwicklung Berlins zur Residenz bekam das Archiv dort – im „Gewelbe aufm grünen Hut“ – einen ständigen Aufbewahrungsort. Er gründe mit seinen Büchern und 700 Talern Kapital die Schönebeck’sche Bibliothek (seit etwa 1725 in der Stendaler Marienkirche). Diese wurde bis in das 20. Jh. hinein vermehrt und umfasst heute mehr als 2000 Bände. Die Akten der Stiftung sind für die Genealogie der Familie sowie für die Wirtschafts- und Sozialgeschichte der Altmark von hohem Wert. Außerdem ermöglichte eine geschickte Vermögensverwaltung ihm, trotz der Schäden des Dreißigjährigen Krieges die von seinen Eltern 1607 mit einem Kapital von 5000 Reichstalern errichtete Stipendienstiftung zu erweitern. 1653 wurde er Geheimer Rat, 1656 Domherr zu Havelberg. In Berlin hatte er Kontakt zu Paul Gerhardt, von dessen Sohn Paul Friedrich er Pate war und der neben seinem Kollegen Christian Nicolai mit ihm in den letzten Stunden an seinem Totenbett sprach. Seine Ämter versah er neben der Fürsorge für seine Heimatstadt (u. a. Kirchenbau) trotz zahlreicher Krankheiten bis zu seinem Tod. Seine Ärzte waren Thomas Panckow und Martin Weise.
Johannes Stralow hielt die Leichpredigt, die 1663 in Magdeburg gedruckt wurde. Hier ist sein Leben auf S. 33–42 ausführlich geschildert.
Seine Grabstätte ist im südlichen Querschiff des Doms zu Stendal erhalten (Inv. Nr. 59). An beiden Wänden sind gold auf schwarz die Grabschriften auf Leinwand gemalt. Hier sind auch die sieben Kinder des Paares bestattet, die alle als Kinder starben. In seiner von ihm selbst auf Lateinisch verfassten Grabschrift heißt es: „Die schönen Künste liebte ich, als Jüngling durchstreifte ich fremde Reiche und Länder, lernte dann erschöpfend das Leben am Hofe zweier Durchlauchtigster Kurfürsten kennen in meiner Eigenschaft als Archivar, später wurde ich völlig aller Freunde beraubt […].“

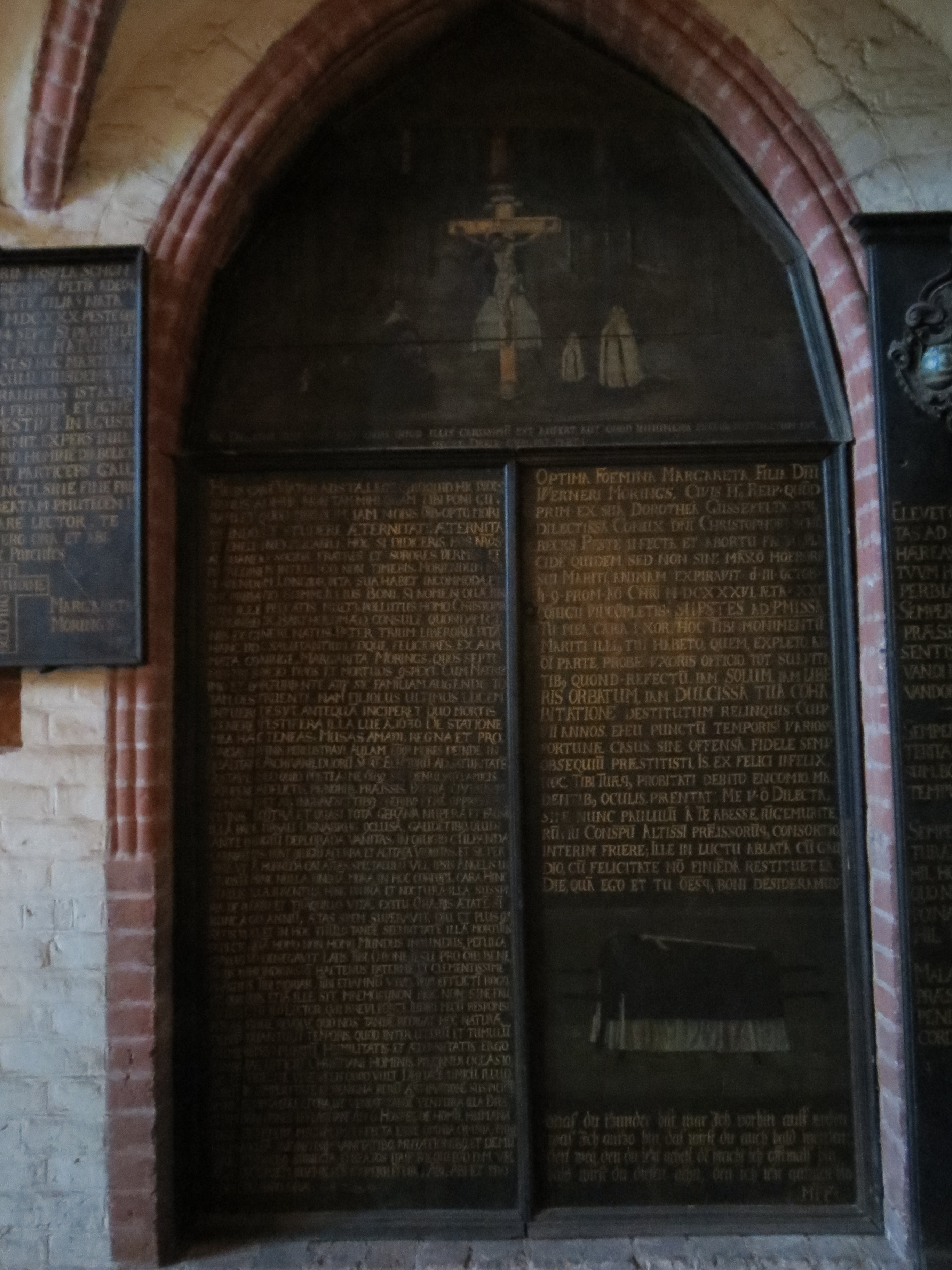
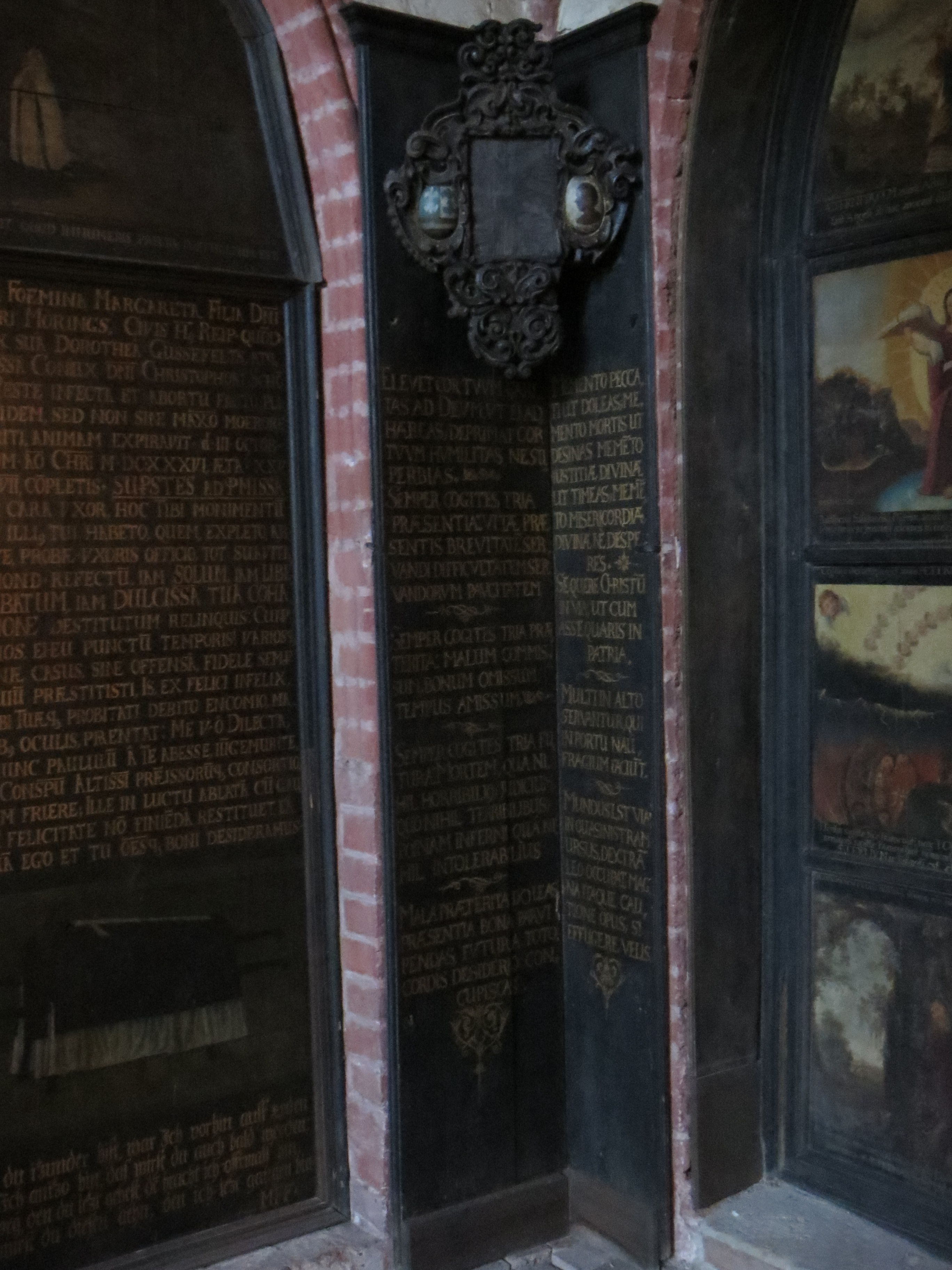
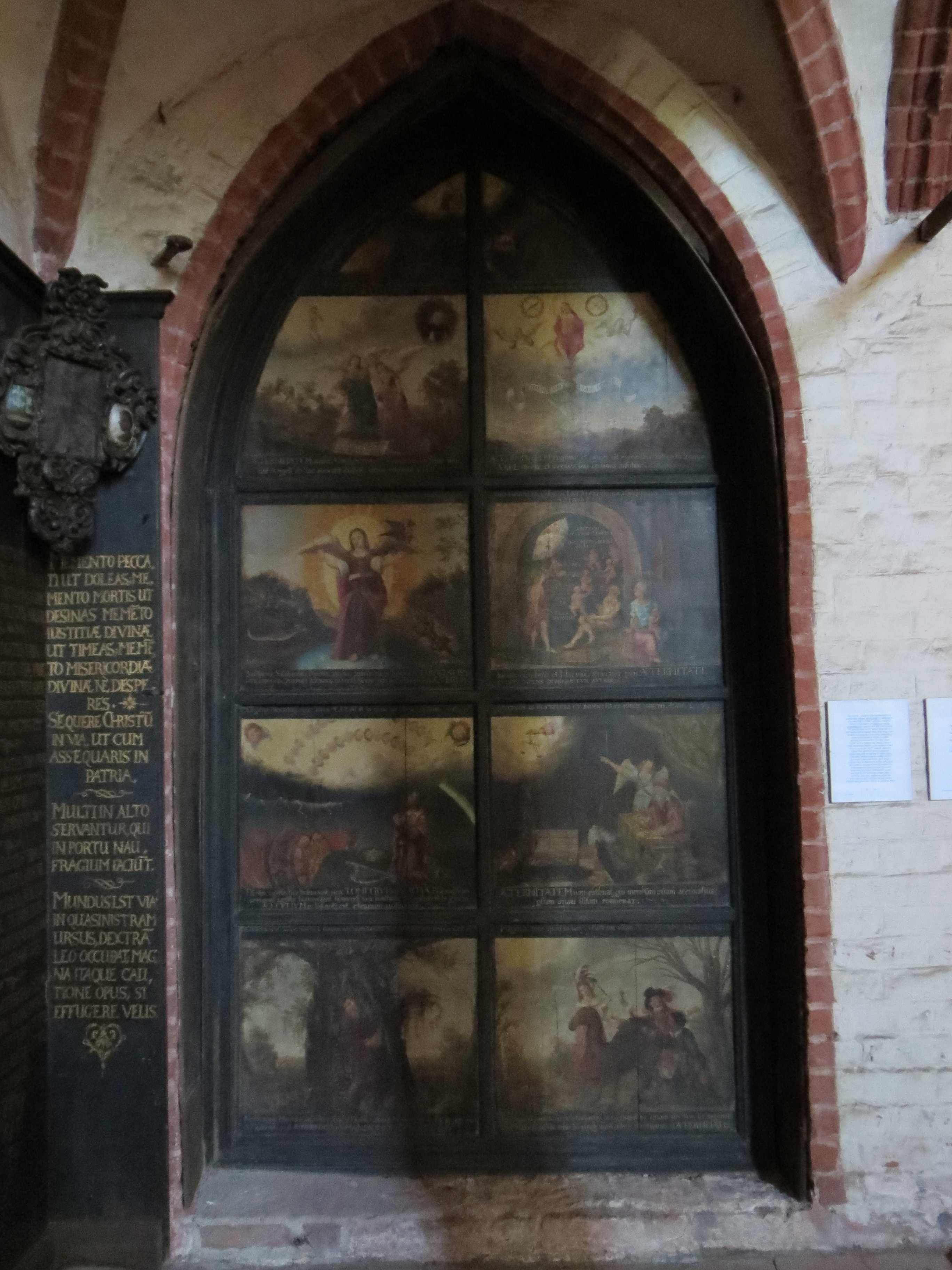
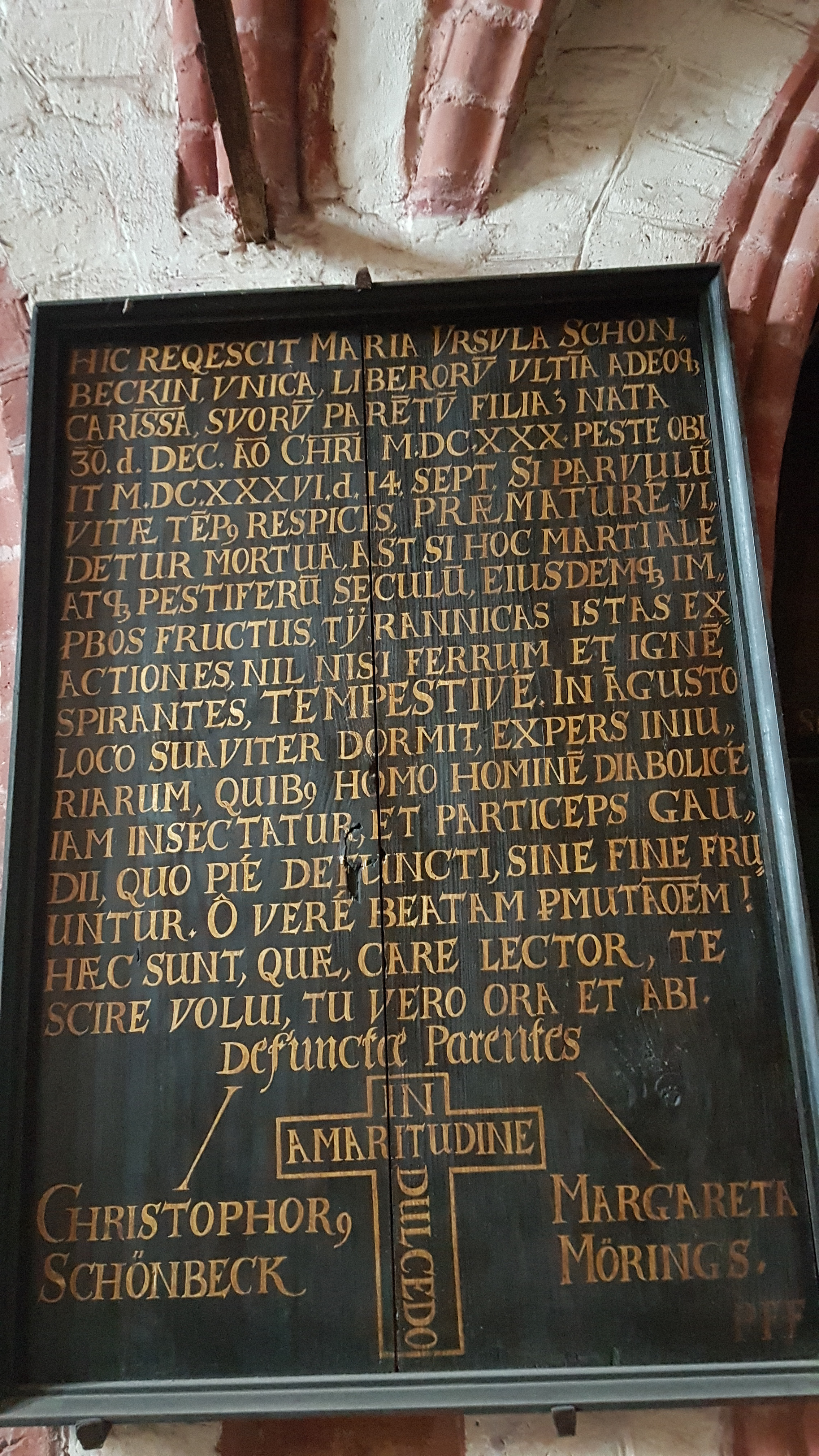
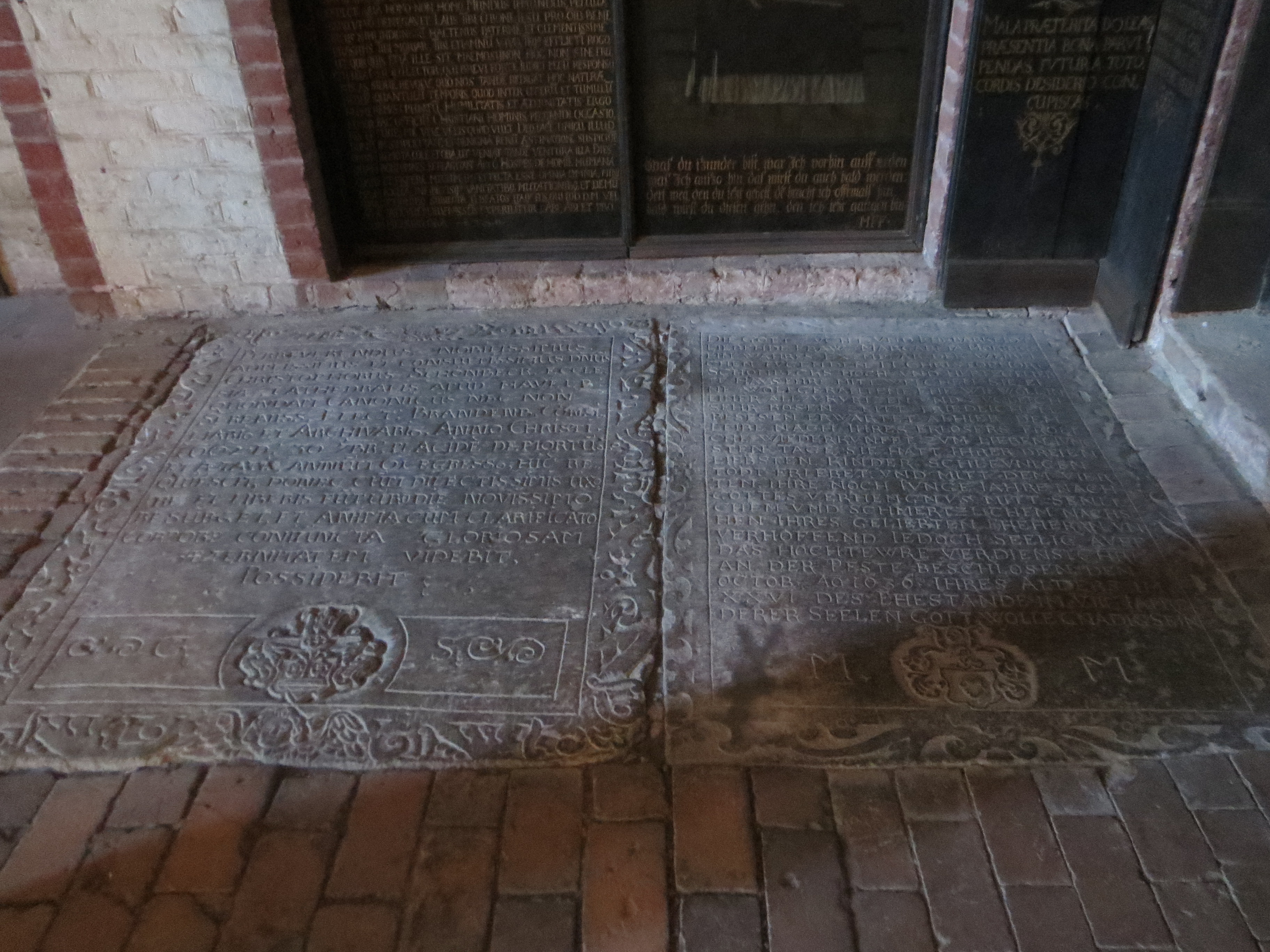

Christoph Schönebeck hatte keine Nachkommen und vermachte daher am 26. Oktober 1662, drei Tage vor seinem Tod, den größten Teil seines Vermögens der Schönbeckschen Familienfundation. Auch stiftete er seine und die Bibliothek seines Vaters der Familienfundation.